# 라이즈 테크놀로지

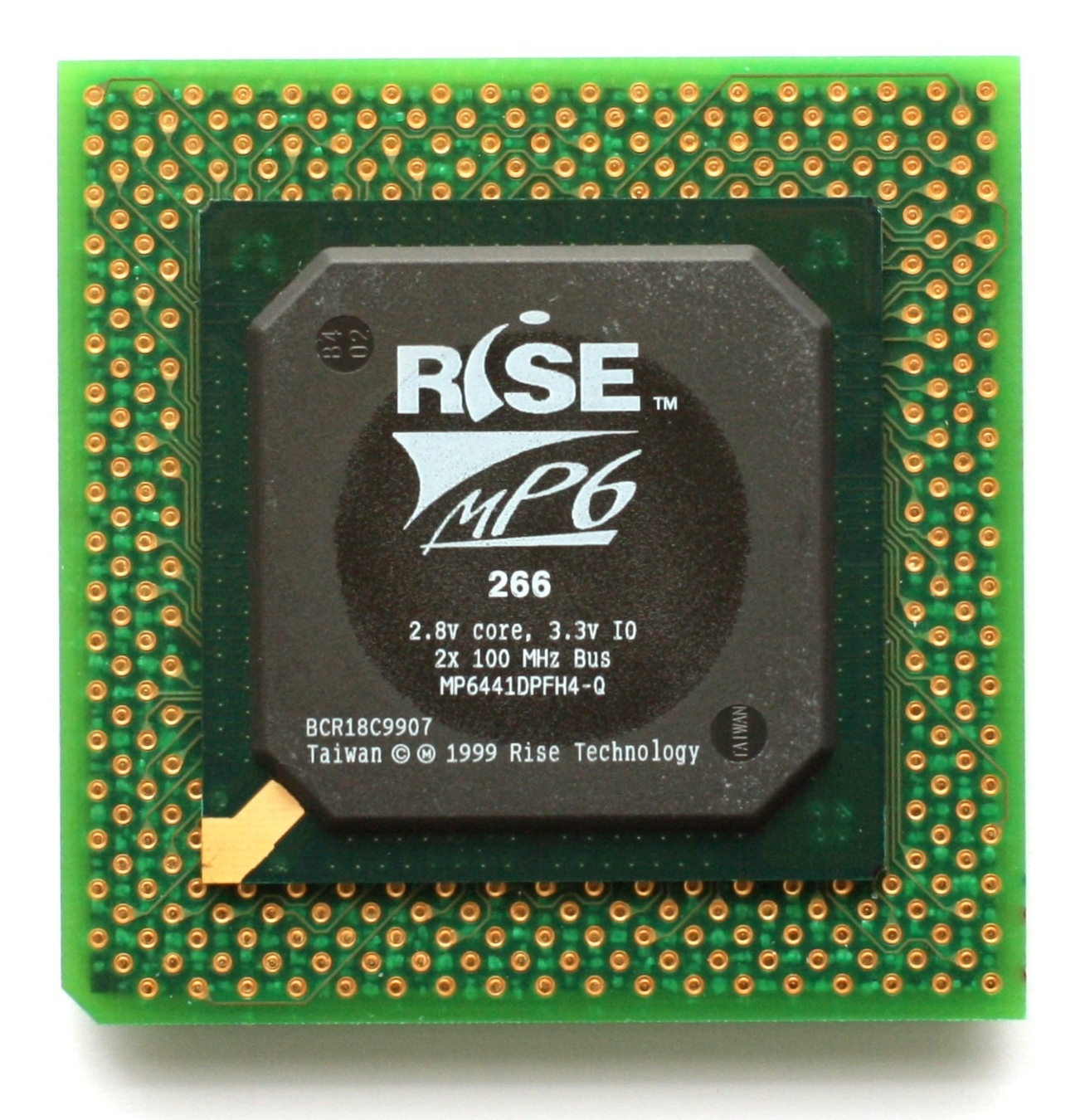
라이즈 mP6-PR266 마이크로프로세서

라이즈 테크놀로지(Rise Technology)는 인텔 x86 MMX (명령어 집합) 호환 CPU인 mP6를 만든 회사다.
1993년 데이비드 린(David Lin)이 UMC, 에이서, 비아 등 15개의 타이완 투자자를 모집해 캘리포니아 산타클라라에서 창업했다. 1998년 x86 호환 CPU mP6를 발표한 후 1999년까지 적은 수의 mP6를 판매하였다. mP6는 일부 저가형, 저전력 노트북 컴퓨터에 사용되었다. 컴퓨터 시장에서 인텔과 AMD 같은 거대 회사들과 경쟁하기 힘들다고 판단한 라이즈는 세트톱 박스와 인터넷 기기로 사업 방향을 전환했다. 그러한 목적으로 라이즈는 ST마이크로일렉트로닉스에게 mP6 코어를 라이선스해 주었다. 라이즈는 1999년 말, SiS에게 인수되었다.